# Hoplodrina guttilinea
Hoplodrina guttilinea là một loài bướm đêm trong họ Noctuidae.